# Fèlix Alonso Cantorné
Fèlix Alonso i Cantorné, né le 8 août 1959, est un homme politique espagnol membre de Izquierda Unida (IU).
Il est élu député de la circonscription de Tarragone lors des élections générales de décembre 2015.

## Biographie

### Formation et profession
Fèlix Alonso i Cantorné est titulaire d'une licence en histoire et géographie, obtenue par l'Université de Barcelone. Il est journaliste.

### Activités politiques
Fèlix Alonso est directeur général aux Relations institutionnelles et avec le Parlement de Catalogne de 2006 à 2010. Il est maire de Altafulla de 2011 à 2019 et a été responsable du syndicat des journalistes de Catalogne de 1993 à 2001. Entre 2019 et 2023, il est directeur général à la Consommation du gouvernement des îles Baléares.
Le 20 décembre 2015, il est élu député pour Tarragone au Congrès des députés et réélu en 2016.